# Houston (Delaware)
Houston és un poble dels Estats Units a l'estat de Delaware. Segons el cens del 2000 tenia 430 habitants.

## Demografia
Segons el cens del 2000, Houston tenia 430 habitants, 151 habitatges, i 115 famílies. La densitat de població era de 436,9 habitants/km².
Dels 151 habitatges en un 39,7% hi vivien nens de menys de 18 anys, en un 64,2% hi vivien parelles casades, en un 8,6% dones solteres, i en un 23,2% no eren unitats familiars. En el 22,5% dels habitatges hi vivien persones soles el 10,6% de les quals corresponia a persones de 65 anys o més que vivien soles. El nombre mitjà de persones vivint en cada habitatge era de 2,85 i el nombre mitjà de persones que vivien en cada família era de 3,24.
Per edats la població es repartia de la següent manera: un 30,5% tenia menys de 18 anys, un 7,2% entre 18 i 24, un 32,6% entre 25 i 44, un 17,2% de 45 a 60 i un 12,6% 65 anys o més.
L'edat mediana era de 33 anys. Per cada 100 dones de 18 o més anys hi havia 94,2 homes.
La renda mediana per habitatge era de 39.545 $ i la renda mediana per família de 46.563 $. Els homes tenien una renda mediana de 29.643 $ mentre que les dones 20.208 $. La renda per capita de la població era de 15.919 $. Aproximadament l'1,7% de les famílies i el 5,8% de la població estaven per davall del llindar de pobresa.

## Poblacions més properes
El següent diagrama mostra les poblacions més properes.